# Mu He
Mu He (kinesiska: 沐河) är ett vattendrag i Kina. Det ligger i provinsen Heilongjiang, i den nordöstra delen av landet, omkring 400 kilometer norr om provinshuvudstaden Harbin.
Genomsnittlig årsnederbörd är 870 millimeter. Den regnigaste månaden är juli, med i genomsnitt 225 mm nederbörd, och den torraste är februari, med 13 mm nederbörd.